# Kackerlackorna (roman)
Kackerlackorna (originaltitel: Kakerlakkene) är en roman från 1998 av den norske författaren Jo Nesbø och den andra boken i Harry Hole-serien. Romanen utkom 2007 i svensk översättning av Per Olaisen på Pocketförlaget. På norska utkom romanen på förlaget Aschehoug.

## Handling
Norges ambassadör blir mördad i Thailand. Harry Hole skickas till Bangkok för att hjälpa utrikesdepartementet.

## Huvudkaraktärer
- Harry Hole, norsk polis och nykter alkoholist
- Liz Crumley, thailändsk polis med amerikansk bakgrund

## Mottagande
Terje Thorsen beskrev i Dagbladet romanens persongalleri som bisarrt och ansåg gestalterna vara endimensionella och platta med undantag av den amerikansk-thailändska polisen Liz Crumley.